# Gevora Hotel
Das Gevora Hotel (arabisch فندق جيفورا, auch bekannt als Ahmed Abdul Rahim Al Attar Tower) ist ein Wolkenkratzer in Dubai, Vereinigte Arabische Emirate. Das an der Sheikh Zayed Road gelegene Gebäude ist seit dem Anfang 2014 erfolgten Richtfest 342 Meter hoch (bis zum Dach 301 Meter) und verfügt über 76 Etagen. Der Bau wurde mehrfach unterbrochen, jedoch Ende 2017 fertiggestellt. Der Wolkenkratzer wurde von Al Attar Properties in Auftrag gegeben und dient als Wohngebäude. Unweit des Turms befindet sich der Rose Tower. Nach Fertigstellung wurde bekannt gegeben, dass es sich bei dem Gebäude um ein Hotel mit dem Namen „Gevora Hotel“ handelt. Die ersten Gäste trafen am 12. Februar 2018 ein.

## Hotel
Das Vier-Sterne-Hotel Gevora betritt man durch die Lobby im ersten Stock. Sie ist mit Marmor und goldfarbenen Elementen dekoriert. In der Lobby ist auch die Guinness-World-Records-Plakette angebracht, die besagt, dass das Gevora Hotel das höchste Hotel ist. Die 528 Zimmer liegen oberhalb der Lobby. Die kleinsten Zimmer sind die 232 Doppelzimmer mit einer Größe von 46 m2. Größer sind die Suiten mit einem Schlafzimmer, von denen es 264 gibt, mit einer Größe von 62 m2. Die 32 Suiten mit zwei Schlafzimmern nehmen jeweils 85 m2 ein.
Darüber hinaus verfügt das Gevora Hotel über zahlreiche Einrichtungen für seine Gäste. Im ersten Stock befindet sich neben der Lobby ein Café namens Le Veyron Café. Im darüberliegenden Zwischengeschoss befindet sich das ganztägig geöffnete internationale Restaurant Gevora Kitchen sowie auf dem Dach die Overview Pool Lounge und das höchstgelegene Restaurant im gesamten Mittleren Osten. Zudem gibt es einen großen Konferenzraum, einen Wellnessbereich mit Saunas und Dampfbädern und verschiedene Schwimmbäder.

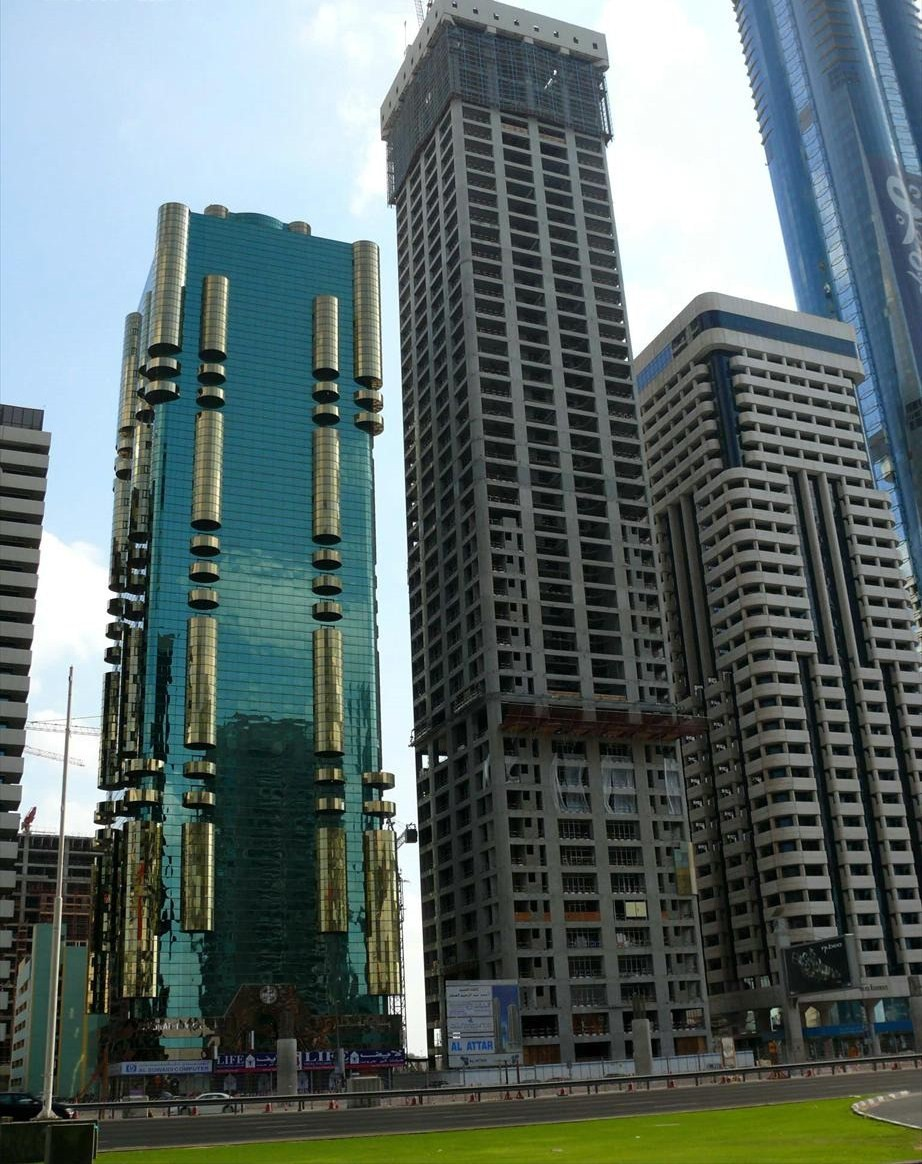
Baustand im Dezember 2007
Baustand im März 2014
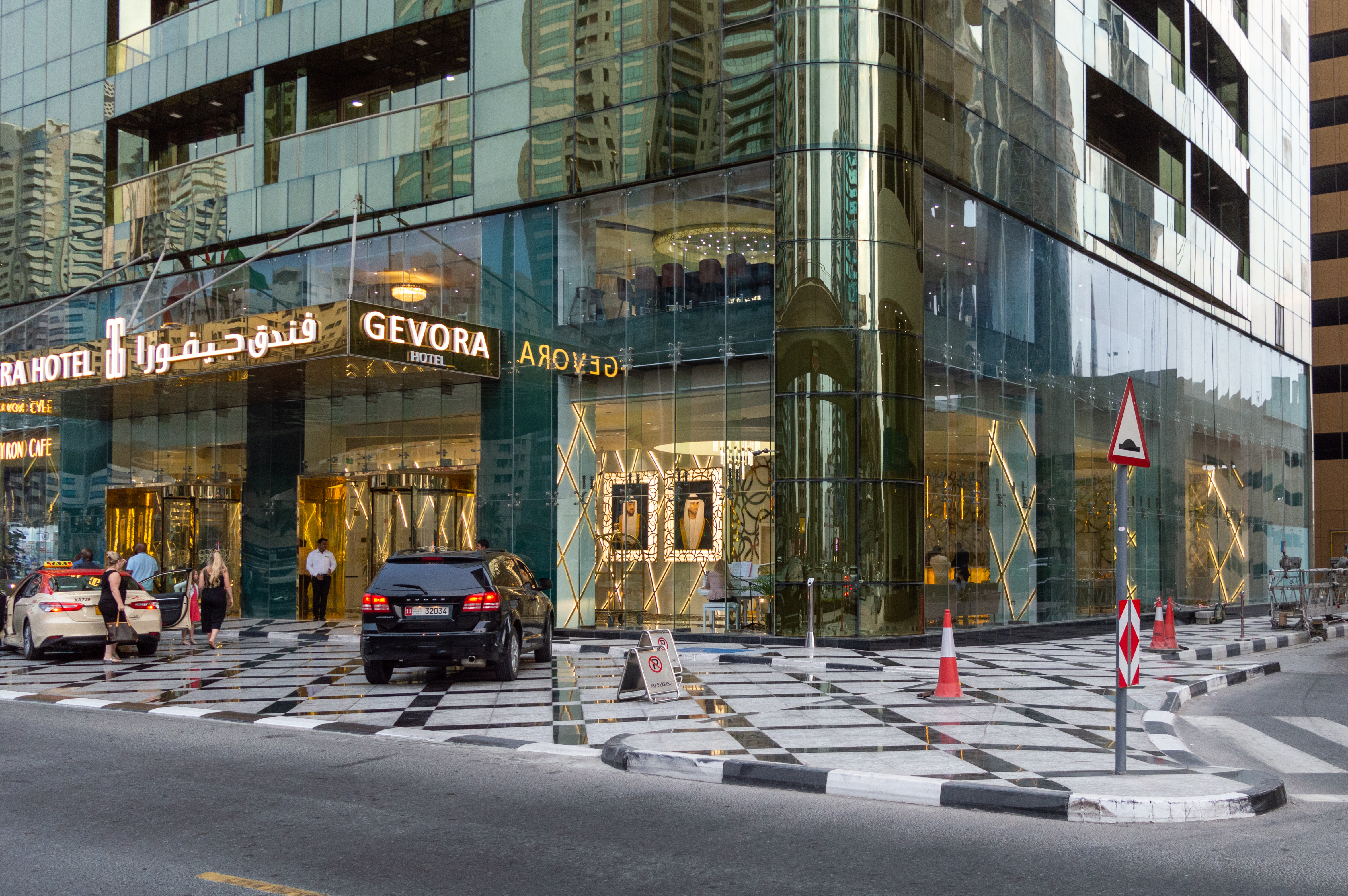
Eingangsbereich
Lobby